# 克雷斯特
克雷斯特（法語：Creste，法語發音：[kʁɛst]）是法国多姆山省的一个旧市镇，属于伊苏瓦尔区。2019年，克雷斯特并入市镇圣迪耶里。

## 地理
克雷斯特（45°33'0"N, 3°2'39"E）面积4.36 平方千米，位于法国奥弗涅-罗讷-阿尔卑斯大区多姆山省。
与克雷斯特接壤的市镇（或旧市镇、城区）包括：格朗代罗勒、蒙泰居勒布朗、圣迪耶里、圣弗洛雷、索里耶、韦里耶尔。

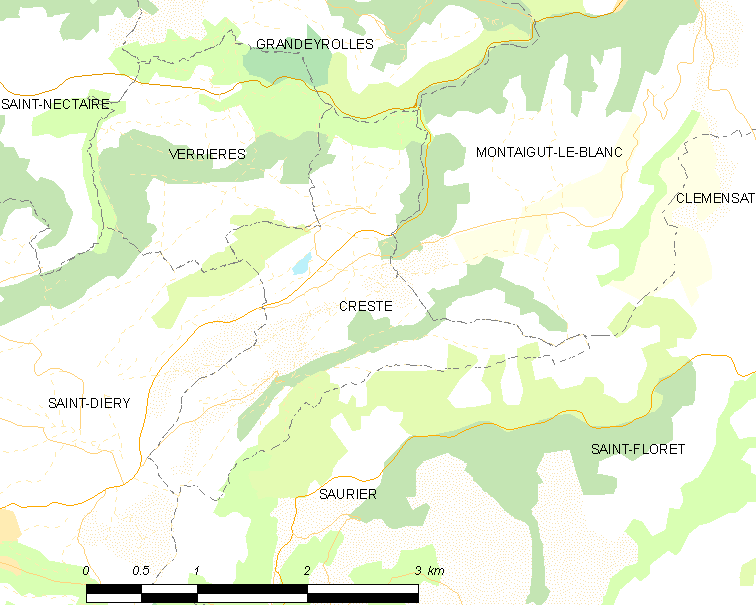
克雷斯特的OSM定位图

克雷斯特的时区为UTC+01:00、UTC+02:00（夏令时）。

## 行政
克雷斯特的邮政编码为63320，INSEE市镇编码为63127。

## 政治
克雷斯特所属的省级选区为勒桑西县。

## 人口

1962-2008年间克雷斯特人口变化图示

克雷斯特于2015时的人口数量为52人。